# 荒井賢一
荒井 賢一（あらい けんいち、1943年2月23日 - ）は、日本の工学者・物理学者。専門は磁気工学。東北大学名誉教授。学位は工学博士。公益財団法人電磁材料研究所評議員。

## 人物
長野県長野市出身。1971年東北大学大学院工学研究科博士課程修了、工学博士（学位論文「磁気共鳴法を用いたスピネル型強磁性単結晶の磁気弾性結合に関する研究」）。東北大学電気通信研究所助手、同助教授を経て、1986年に同所電気通信材料学研究部門の教授に就任。2004年東北大学評議員、2005年東北大学総長候補者選考管理委員会委員長を務めた。
2005年、（独）情報通信研究機構の連携研究部門内に仙台リサーチセンターを立ち上げ、プロジェクトリーダーに就任。2006年、東北大学を定年退職、直ちに(財)電気磁気材料研究所の技術統括理事、2009年より同研究担当専務理事、2011年より(公財)電磁材料研究所専務理事(研究開発事業部長兼務)、2015年より同理事長、2023年同評議員に就任。
2000年、第18期日本学術会議会員就任、同第5部(工学分野)の幹事などを務めた。

## 研究実績
東北大学電気通信研究所において、バルク、薄帯、および薄膜磁性材料を中心とした新たな電磁材料の研究開発から、これら材料を用いた新規デバイスの開発、および電磁波・生体から発生する微弱電磁界の計測などの応用研究分野まで、磁気工学のほぼ全範囲に渡る幅広い研究を進め、新たな研究開発の方向性を示すなどの研究成果を挙げた。これらの業績により、学会および業界を代表する研究者として知られる。また、輩出した多くの弟子が、現役の研究者として活躍していることも特筆できる。
主な研究成果は、以下のとおり。
- 材料物性の研究と新たな電磁材料の開発： 磁気ヘッド用急冷センダスト薄帯の開発、低損失(6.5%)高珪素鋼薄帯の開発とその結晶集合組織制御の研究、鉄系アモルファス材料の巨大ΔE効果(磁界による著しいヤング率の変化)と磁気弾性結合係数の発見、アモルファス高誘電薄帯の開発などがある。
- 各種センサデバイスおよびセンサシステムの開発： 感温フェライトを用いたLC共振形リモート温度センサの開発、室温で10-8 エルステッド(ピコテスラ)台の極微弱磁界検出が可能な高周波キャリア形磁界センサの開発とその心磁界計測への応用、およびワイヤレス磁気マーカを用いた歯科用顎運動計測システム・モーション・キャプチャー(位置検出)システムの開発などが良く知られている。
- マイクロ磁気アクチュエータの開発： 微小な磁性体を電磁力で遠隔駆動することにより空中を羽ばたいて飛行する蝶形マイクロロボット、生体組織中および血管内を移動するスパイラル形マイクロロボット、および腸内を移動するカプセル形ロボットなどの研究開発がある。これらの成果の一部は、NHKの「にっぽん名物研究室」（1995年6月14日放送）などで紹介された。
- GHz帯電磁波の可視化技術の開発： 平面形シールディドループ高周波磁界測定用プローブの開発(現在このプローブは、LSIから発生する電磁妨害波を測定するための国際標準規格となっている)、および磁気光学結晶を用いたループ形および共鳴型電磁波測定プローブの開発と電磁波の可視化システムの実現などが知られている。

## 略歴
- 1971年3月 - 東北大学大学院工学研究科博士課程電子工学専攻修了、工学博士
- 1971年4月 - 東北大学電気通信所 助手
- 1975年4月 - 同 助教授
- 1986年4月 - 同 教授
- 1994年4月 - 財団法人電気磁気材料研究所 評議員
- 2004年4月 - 東北大学評議員
- 2005年11月 - 東北大学総長候補者選考管理委員会 委員長
- 2006年3月 - 東北大学定年退職、東北大学名誉教授
- 2006年4月 - 財団法人電気磁気材料研究所 技術統括理事
- 2009年4月 - 同研究担当専務理事
- 2011年7月 - 公益財団法人電磁材料研究所専務理事(研究開発事業部長兼務)
- 2015年6月 - 同理事長
- 2023年6月 - 同評議員、現職

## 教育歴（東北大以外）
- 1994年4月 - 仙台電波高専非常勤講師 (1995年3月まで)
- 1995年10月 - 琉球大学工学部非常勤講師 (1996年3月まで)
- 1996年4月 - 秋田大学資源非常勤講師 (2006年3月まで)
- 1998年4月 - 石巻専修大学理工学部非常勤講師 (2009年3月まで)
- 1999年4月 - 豊橋技術科学大学工学部非常勤講師 (2000年3月まで)
- 2000年4月 - 岐阜大学工学部非常勤講師 (2001年3月まで)
- 2001年4月 - 大阪大学大学院工学研究科非常勤講師 (2002年3月まで)
- 2005年4月 - 宮城高専非常勤講師 (2006年3月まで)

## 社会活動における要職(学会以外)
- 1984年4月 - 日本学術振興会、アモルファス・ナノ第147委員会委員および将来加工技術第136委員会第2部会委員、現職
- 1994年4月 - 日本学術振興会、将来加工技術第136委員会第2部会主査 (2005年3月まで)
- 1998年4月 - 宮城県地域結集型共同研究事業産業化推進委員 (2003年9月まで)
- 1998年4月 - 財団法人みやぎ産業振興機構、プロジェクトリーダー・客員研究員・および倫理委員会委員 (2003年9月まで)
- 2000年7月 - 内閣府 第18期日本学術会議会員 (第5部会幹事、組織・制度常置委員会委員、および運営審議会附置 関連研究連絡委員会等指定委員会委員) (2003年7月まで)
- 2001年2月 - 通信・放送機構仙台EMCリサーチセンター プロジェクトサブリーダー (2005年3月まで)
- 2002年4月 - 財団法人インテリジェント・コスモス学術振興財団 シーズ産業化コーディネータ (2004年3月まで)
- 2004年5月 - 独立行政法人新エネルギー･産業技術総合研究開発機構(NEDO)技術委員 (2006年3月まで)
- 2005年4月 - 財団法人電気通信工学振興会理事長 (2006年3月まで)
- 2005年4月 - 宮城県先端的生活支援機器開発連携協議会委員 (2009年3月まで)
- 2005年6月 - 独立行政法人情報通信研究機構仙台リサーチサンター プロジェクトリーダー (2010年3月まで)
- 2005年4月 - 財団法人半導体研究振興会理事 (2006年3月まで)

## 学会での要職
- 1997年1月 - IEEE Magnetics Society, Tokyo Chapter Chairman (1997年12月まで)
- 1997年6月 - 電気学会理事、東北支部長 (1998年5月まで)
- 1999年6月 - 電気学会理事、基礎･材料･共通部門長 (2000年5月まで)
- 1997年6月 - 日本応用磁気学会 企画担当理事 (2001年5月まで)
- 2001年5月 - 電子情報通信学会東北支部評議員 (2003年5月まで)
- 2003年6月 - 日本応用磁気学会会長 (2005年5月まで)
- 2003年6月 - 電気学会評議員 (2009年5月まで)
- 2005年4月 - Intermag Asia 2005, Conference Vice-Chair

## 受賞等
- 1986年4月 - 市村賞(貢献賞)
- 2000年4月 - 科学技術庁長官賞、研究功績者
- 2000年9月 - ICF8(8th International Conference on Ferrites), Best Paper Award
- 2001年5月 - 電気学会業績賞
- 2004年9月 - 日本応用磁気学会 論文賞
- 2004年9月 - 生体医工学シンポジウム、ベストリサーチアワード
- 2005年6月 - 電波の日・情報通信月間 表彰
- 2005年9月 - 日本応用磁気学会 学会賞
- 2005年9月 - 日本応用磁気学会 論文賞
- 2006年8月 - IEEE Electromagnetic Compatibility Society, 2006 Richard Schultz Transactions Prize Paper Award
- 2008年5月 - 日本磁気学会 名誉会員
- 2024年4月 - 瑞宝中綬章[1][2]